# جامعة الدول العربية والصراع العربي الإسرائيلي

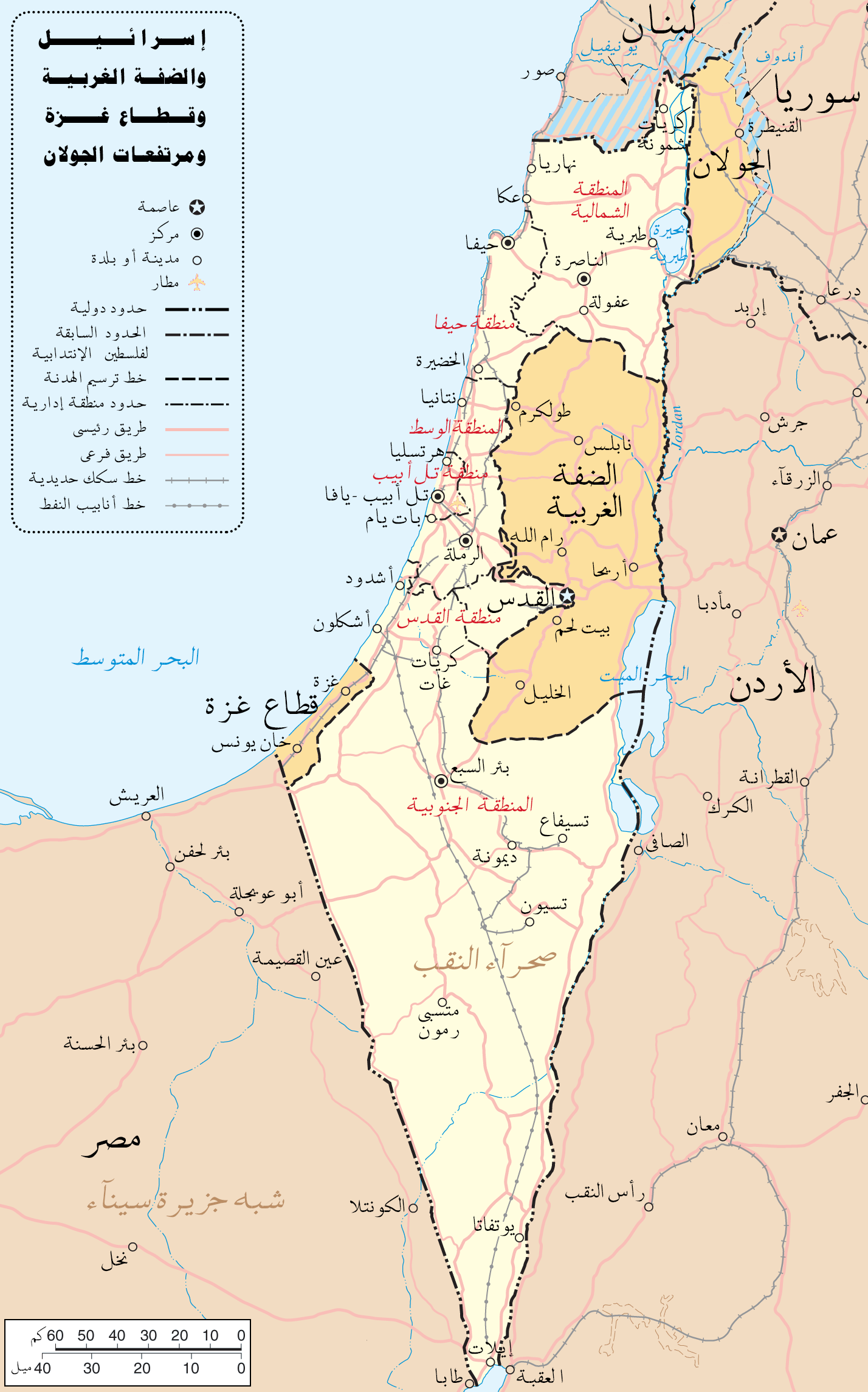

تم تكوين جامعة الدول العربية في القاهرة يوم 22 مارس 1945 بسبعة أعضاء مؤسسين هم: مصر، والعراق، وشرق الأردن (أعيد تسميتها الأردن بعد الاستقلال عام 1946)، ولبنان، والسعودية، وسوريا واليمن.

## 1945–48
عند نهاية الحرب العالمية الثانية في عام 1945، كان العرب الفلسطينيين بدون قيادة. وقد كان مفتي القدس، الحاج أمين الحسيني، في المنفى منذ عام 1937، وأمضى سنوات الحرب في أوروبا المحتلة، متعاوناً بنشاط مع القيادة النازية. وكان قريبه جمال الحسيني في رودسيا الجنوبية أثناء الحرب. وعندما انتهت الحرب، فر أمين الحسيني إلى مصر، ثم انتقل إلى لبنان في عام 1959؛ توفي في بيروت في 4 يوليو 1974.
في نوفمبر 1945 أعادت الجامعة العربية تأسيس اللجنة العربية العليا كهيئة تنفيذية عليا للعرب الفلسطينيين في أراضي الانتداب البريطاني على فلسطين. واعترفت فوراً دول الجامعة العربية الست آنذاك باللجنة؛ حكومة الانتداب اعترفت باللجنة الجديدة بعدها بشهرين. بيد أن اللجنة تفككت بسبب القتال، وفي يونيو 1946 فرضت الجامعة العربية على الفلسطينيين التنفيذية العربية العليا، أعيد تسميتها الهيئة العربية العليا في عام 1947 مع تعيين أمين الحسيني (كان يعيش آنذاك في مصر) رئيساً لها وجمال الحسيني نائباً للرئيس.
في 2 ديسمبر 1945 أعلن مجلس الجامعة العربية رسمياً مقاطعة أي شركة مملوكة يهودياً عاملة في فلسطين الانتدابية: «إن المنتجات والمصنوعات اليهودية في فلسطين غير مرغوب فيها في البلاد العربية؛ لأن إباحة دخولها للبلاد العربية تؤدي إلى تحقيق الأغراض السياسية الصهيونية».

## 1948–49
وفي مقابلة في إحدى مقالات أخبار اليوم في 11 أكتوبر 1947، قال عزام باشا أمين عام الجامعة العربية حسب ما ورد "أنا شخصياً أتمنى أن لا يقودنا اليهود إلى هذه الحرب، بما أنها ستكون حرب إبادة ومجزرة بالغة الأهمة سيتم التحدث عنها مثل المذابح المغولية والحروب الصليبية. الجزء الثاني من هذه الجملة، دون التنبيه إلى أنه يأمل في تجنب الحرب ومؤرخة بشكل غير صحيح في 15 مايو 1948 (أي بعد يوم من إعلان استقلال إسرائيل)، أصبحت تعرف باسم اقتباس عزام باشا بعد أن تم نشرها على نطاق واسع باللغة الإنجليزية باعتبارها دعاية معادية للعرب.
عارضت الجامعة العربية بشدة أي محاولة لإقامة دولة يهودية وعملت جاهدة على إحباط أي تقسيم لفلسطين. عندما اعتمدت خطة الأمم المتحدة حول فلسطين في القرار 181(2) من قبل الجمعية العامة بتاريخ 29 نوفمبر 1947، رفضت بالإجماع من جانب الجامعة العربية وجميع أعضاءها ومن قبل زعماء المتجمع العربي، بما في ذلك اللجنة العربية الفلسطينية.
الجمعة، 14 مايو، قبل يوم من انتهاء الانتداب البريطاني على فلسطين (اليوم التالي سيكون الشبات)، اجتمع مجلس الشعب اليهودي في متحف تل أبيب، وأقر بإعلان إنشاء دولة يهودية في أرض إسرائيل، سيصبح اسمها دولة إسرائيل. وفي اليوم التالي نسق أعضاء الجامعة العربية السبعة، العراق، وسوريا، ولبنان، وشرق الأردن، ومصر، والسعودية، واليمن مسيرة لقواتهم إلى ما كان في اليوم السابق الانتداب البريطاني، إيذاناً ببداية الحرب العربية الإسرائيلية 1948.